# O Pobre João
O Pobre João é um filme de romance brasileiro de 1974 dirigido por Pereira Dias. O Filme retrata a história de amor entre o mecânico João (Teixeirinha) e a filha de um rico empresário, Veridiana (Mary Terezinha). O filme é estrelado pelo cantor e compositor gaúcho Teixeirinha, junto com Mary Terezinha, Jimmy Pipiolo, Darcy Fagundes, Roque Araújo Viana, Rejane Schumanm, Carlos La Porta, Suely Silva, e com a participação especial de Edith Veiga.
O filme, produzido por Vitor Mateus Teixeira, é uma das obras da produtora cinematográfica de Teixeirinha, a Teixeirinha Produções Artísticas Ltda, em que o próprio cantor gaúcho escrevia e produzia seus filmes a partir de 1970.

## Enredo
João é um pobre mecânico que conhece Veridiana, filha de um rico empresário, e terminam se apaixonando. O pai da moça pretende que sua filha se case com um homem de seu nível social e começa a perseguir João. Após uma briga com um pretendente de Veridiana, João é preso. Ao sair da cadeia eles decidem se casar, mas como João não poderia continuar vendo sua amada sem o luxo que sempre teve, ele sai pelo mundo em busca de fortuna. Consegue um emprego numa estância como capataz e, por lá fica durante muito tempo, até que um dia decide voltar e, quase comete uma desgraça, por não saber o que havia mudado na vida de sua esposa.

## Elenco
- Teixeirinha
- Mary Terezinha
- Jimmy Pipiolo
- Edith Veiga
- Roque Araújo Viana
- Suely Silva
- Carlos Laporta
- Rejane Schumanm
- Alex Garcia
- Eli Estivatti
- Elias Pocos
- Silvia Cardoso
- Victor Teixeira Filho